# Esther Bialas
Pour les articles homonymes, voir Esther et Bialas.
Esther Bialas est une réalisatrice, scénariste et productrice allemande spécialisée dans les courts métrages.

## Filmographie
| année | film                   | réalisatrice | scénariste | productrice | notes           |
| ----- | ---------------------- | ------------ | ---------- | ----------- | --------------- |
| 2009  | A Late Fame            | Oui          | Oui        | Oui         | court métrage   |
| 2009  | Nichts von Bedeutung   | Oui          | Oui        | Oui         | court métrage   |
| 2011  | Die Katze tanzt        | Oui          |            |             | court métrage   |
| 2012  | Landerdbeeren          | Oui          |            |             | court métrage   |
| 2013  | Stürzende Tauben       | Oui          |            |             | court métrage   |
| 2015  | Komm schon!            | 2 épisodes   |            |             | Série télévisée |
| 2018  | Wo kein Schatten fällt | Oui          |            |             | téléfilm        |